# PalaGeorge
Il PalaGeorge è un palazzetto dello sport sito a Montichiari. Fu il campo di gioco della Gabeca Pallavolo prima che la squadra si trasferisse a Monza nel 2009.

## Storia
Costruito nel 1993, prese il posto del Palafiera, struttura sportiva preesistente divenuta insufficiente per capienza di spettatori.
È dedicato al pallavolista indiano Jimmy George, morto in un incidente stradale il 30 novembre 1987.
Dopo avere ospitato le partite interne della Gabeca Pallavolo (fino al 2009) e della Promoball Volleyball Flero (fino al 2017), è diventato successivamente il campo di gioco della Volley Millenium Brescia.
Nel 2016 ha ospitato le fasi finali della Champions League di pallavolo femminile, vinta dal Volleyball Casalmaggiore.
Per quanto riguarda la pallacanestro nel 2015 ha ospitato la nona giornata del campionato di A2 tra Leonessa Brescia e Fortitudo Bologna, vinta da Brescia 74 a 71. 
Nel 2016 ha ospitato le fasi finali di playoff della Serie A2 di pallacanestro tra Leonessa Brescia e Fortitudo Bologna. Serie vinta a gara 5 dalla squadra bresciana che si aggiudica la salita in A1, massima categoria professionistica. Brescia nei Playoff vince tutte e cinque le partite disputate al PalaGeorge. Tale palazzetto sarà utilizzato per le gare del campionato di Serie A di pallacanestro dal Basket Brescia Leonessa nel campionato 2016-2017  (W9-L5) e campionato 2017-2018 (W11-L4). In occasione dei Play Off 2018, Brescia gioca al PalaGeorge tre partite vincendone una.
Oltre ad attività sportiva, ospita anche eventi musicali.